# Europaspiele 2019/Teilnehmer (Albanien)
| Gelbes Symbol für Goldmedaillen mit stilisierten Olympischen Ringen | Graues Symbol für Silbermedaillen mit stilisierten Olympischen Ringen | Braundes Symbol für Bronzemedaillen mit stilisierten Olympischen Ringen |
| ------------------------------------------------------------------- | --------------------------------------------------------------------- | ----------------------------------------------------------------------- |
| —                                                                   | —                                                                     | —                                                                       |

Albanien nahm mit dreizehn Athleten (zwölf Männer und eine Frauen) an den Europaspielen 2019 vom 21. bis 30. Juni 2019 in Minsk teil.

## Teilnehmer nach Sportarten

### Bogenschießen

#### Recurvebogen
| Athleten     | Wettbewerb | Platzierungsrunde | Platzierungsrunde | 1. Runde (64er) | 1. Runde (64er) | 2. Runde (32er) | 2. Runde (32er) | Achtelfinale  | Achtelfinale  | Viertelfinale | Viertelfinale | Halbfinale    | Halbfinale    | Finale        | Finale        | Rang |
| Athleten     | Wettbewerb | Ringe             | Rang              | Gegner          | Ergebnis        | Gegner          | Ergebnis        | Gegner        | Ergebnis      | Gegner        | Ergebnis      | Gegner        | Ergebnis      | Gegner        | Ergebnis      | Rang |
| ------------ | ---------- | ----------------- | ----------------- | --------------- | --------------- | --------------- | --------------- | ------------- | ------------- | ------------- | ------------- | ------------- | ------------- | ------------- | ------------- | ---- |
| Männer       |            |                   |                   |                 |                 |                 |                 |               |               |               |               |               |               |               |               |      |
| Jurgen Hoxha | Einzel     | 556               | 48                | Thomas Hall     | 0:6             | ausgeschieden   | ausgeschieden   | ausgeschieden | ausgeschieden | ausgeschieden | ausgeschieden | ausgeschieden | ausgeschieden | ausgeschieden | ausgeschieden | 33   |

### Boxen
| Athleten      | Wettbewerb                  | 1. Runde (32er)          | 1. Runde (32er) | Achtelfinale   | Achtelfinale  | Viertelfinale | Viertelfinale | Halbfinale    | Halbfinale    | Finale        | Finale        | Rang |
| Athleten      | Wettbewerb                  | Gegner                   | Ergebnis        | Gegner         | Ergebnis      | Gegner        | Ergebnis      | Gegner        | Ergebnis      | Gegner        | Ergebnis      | Rang |
| ------------- | --------------------------- | ------------------------ | --------------- | -------------- | ------------- | ------------- | ------------- | ------------- | ------------- | ------------- | ------------- | ---- |
| Männer        |                             |                          |                 |                |               |               |               |               |               |               |               |      |
| Krenar Zeneli | Bantamgewicht bis 56 kg     | –                        | –               | Tiago Pugno    | 5:0           | Peter McGrail | 0:5           | ausgeschieden | ausgeschieden | ausgeschieden | ausgeschieden | 5    |
| Alban Beqiri  | Weltergewicht bis 69 kg     | Rayane Yahia Berrouiguet | 4:1             | Wassili Belous | 2:3           | ausgeschieden | ausgeschieden | ausgeschieden | ausgeschieden | ausgeschieden | ausgeschieden | 9    |
| Arjon Kajoshi | Mittelgewicht bis 75 kg     | Vadim Pankou             | 1:4             | ausgeschieden  | ausgeschieden | ausgeschieden | ausgeschieden | ausgeschieden | ausgeschieden | ausgeschieden | ausgeschieden | 17   |
| Mikel Cullhaj | Halbschwergewicht bis 81 kg | Artjom Kasparian         | 0:5             | ausgeschieden  | ausgeschieden | ausgeschieden | ausgeschieden | ausgeschieden | ausgeschieden | ausgeschieden | ausgeschieden | 17   |

Rexhildo Zeneli ist als Ersatz nominiert.

### Judo
| Athleten       | Wettbewerb                | 1. Runde (32er) | 1. Runde (32er) | Achtelfinale  | Achtelfinale  | Viertelfinale | Viertelfinale | Halbfinale    | Halbfinale    | Finale        | Finale        | Rang |
| Athleten       | Wettbewerb                | Gegner          | Ergebnis        | Gegner        | Ergebnis      | Gegner        | Ergebnis      | Gegner        | Ergebnis      | Gegner        | Ergebnis      | Rang |
| -------------- | ------------------------- | --------------- | --------------- | ------------- | ------------- | ------------- | ------------- | ------------- | ------------- | ------------- | ------------- | ---- |
| Männer         |                           |                 |                 |               |               |               |               |               |               |               |               |      |
| Indrit Cullhaj | Leichtgewicht (bis 73 kg) | Adrian Gomboc   | 0s1 : 10s1      | ausgeschieden | ausgeschieden | ausgeschieden | ausgeschieden | ausgeschieden | ausgeschieden | ausgeschieden | ausgeschieden | 17   |

### Radsport

#### Straße
| Athleten     | Wettbewerb       | Zeit      | Rang |
| ------------ | ---------------- | --------- | ---- |
| Männer       |                  |           |      |
| Klidi Jaku   | Straßenrennen    | DNF       | DNF  |
| Ylber Sefa   | Straßenrennen    | 4:11:14 h | 72   |
| Eugert Zhupa | Einzelzeitfahren | DNS       | DNS  |

### Schießen
| Athleten                    | Wettbewerb               | Qualifikation  | Qualifikation | Finale         | Finale        | Rang |
| Athleten                    | Wettbewerb               | Ringe/Scheiben | Rang          | Ringe/Scheiben | Rang          | Rang |
| --------------------------- | ------------------------ | -------------- | ------------- | -------------- | ------------- | ---- |
| Frauen                      |                          |                |               |                |               |      |
| Manuela Delilaj             | 10 m Luftpistole         | 558            | 28            | ausgeschieden  | ausgeschieden | 28   |
| Manuela Delilaj             | 25 m Schnellfeuerpistole | 284            | 25            | ausgeschieden  | ausgeschieden | 25   |
| Männer                      |                          |                |               |                |               |      |
| Henri Rrufa                 | 10 m Luftpistole         | 542            | 36            | ausgeschieden  | ausgeschieden | 36   |
| Mixed                       |                          |                |               |                |               |      |
| Henri Rrufa Manuela Delilaj | 10 m Luftpistole         | 554            | 27            | ausgeschieden  | ausgeschieden | 27   |

### Ringen
| Athleten          | Wettbewerb                | Achtelfinale       | Achtelfinale | Viertelfinale | Viertelfinale | Halbfinale    | Halbfinale    | Finale        | Finale        | Rang |
| Athleten          | Wettbewerb                | Gegner             | Ergebnis     | Gegner        | Ergebnis      | Gegner        | Ergebnis      | Gegner        | Ergebnis      | Rang |
| ----------------- | ------------------------- | ------------------ | ------------ | ------------- | ------------- | ------------- | ------------- | ------------- | ------------- | ---- |
| Männer            |                           |                    |              |               |               |               |               |               |               |      |
| Eriglent Prizreni | Freistil Klasse bis 65 kg | Abdellatif Mansour | 1:1          | ausgeschieden | ausgeschieden | ausgeschieden | ausgeschieden | ausgeschieden | ausgeschieden | 9    |